# Шкафт
Шкафт — река в России, протекает в Городищенском и Никольском районах Пензенской области. Левый приток реки Айвы длиной 26 км, по другим данным около 27 км. Площадь водосборного бассейна — 223 км².
Исток реки находится между сёлами Верхний Крутец и Ивановка Городищенского района. Река протекает через сёла Стеклозавод и Верхний Шкафт. Устье реки находится в 26 км по левому берегу реки Айва у села Нижний Шкафт Никольского района.
Истоки находятся на высоте 240 метров над уровнем моря, устье — 130 метров над уровнем моря. Долина реки шириной около 1 км лишена лесной растительности, в то время как большая часть бассейна покрыта лесом. На отдельных участках лес подходит к руслу. В нижнем течении, у села Нижний Шкафт ширина реки 3—5 м, глубина 0,3—0,5 м. Течение сильное, грунт галечниковый. Вдоль русла произрастает ольха чёрная.
Система водного объекта: Айва → Сура → Чебоксарское водохранилище → Волга → Каспийское море.

## Данные водного реестра
По данным государственного водного реестра России относится к Верхневолжскому бассейновому округу, водохозяйственный участок реки — Сура от Сурского гидроузла и до устья реки Алатырь, речной подбассейн реки — Сура. Речной бассейн реки — (Верхняя) Волга до Куйбышевского водохранилища (без бассейна Оки).
Код объекта в государственном водном реестре — 08010500312110000036357.